# 源頼遠
源 頼遠（みなもと の よりとお）は、平安時代中期の武将。大和守・源頼親の三男。官位は従五位下・伊勢守。柳瀬氏を名乗ったとも。陸奥石川氏の祖。

## 略歴
父・頼親の土佐国配流の原因となった興福寺との合戦に加わらなかったため、処分を受けることはなかった。永承6年（1051年）、安倍頼良が乱を起こすと（前九年の役）、源頼義に従い陸奥国に赴いて戦う。康平5年（1062年）、安倍氏の重要な拠点である厨川柵の攻略の際に戦死。兵の指揮は次男・有光が引き継ぎ戦功を挙げた。
戦功により陸奥仙道を下賜された有光は、岩峯寺を建てて父を葬った。また、末子・有遠は矢吹氏（屋葺氏）を名乗ったとある。

## 系譜
- 父：源頼親
- 母：不詳
- 正室：藤原棟元の娘
- 生母不明の子女
  - 男子：源仲重
  - 男子：源有光
  - 男子：源家弘
  - 男子：源有宜
  - 女子：大宅光任の室
  - 男子：源光頼
  - 男子：矢吹有遠

```
源頼遠┳仲重━━━━━━━━━━┳盛仲━┳親仲
　　　┣有光（石川氏2代目当主） ┗盛宗　┗宗仲
　　　┣家弘
　　　┣四男（早世）
　　　┣有宜
　　　┣長女（
大宅光任
室）
　　　┣光頼
　　　┗矢吹有遠（
矢吹氏
祖）
```